# Frederic Thesiger (1er baron Chelmsford)
Pour l’article homonyme, voir Frederic Thesiger.
Frederic Thesiger (25 avril 1794 - 5 octobre 1878) est un juriste britannique et un homme politique conservateur. Il est deux fois Lord grand chancelier.

## Jeunesse
Né à Londres, il est le troisième fils de Charles Thesiger, percepteur des douanes à St Vincent, dans les Antilles, de son épouse Mary Anne, fille de Theophilus Williams. Son grand-père paternel, John Andrew Thesiger, est né en Saxe mais émigre en Angleterre et devient secrétaire de Lord Rockingham. Sir Frederic Thesiger, l'oncle de Thesiger, est aide de camp de Lord Nelson lors de la bataille de Copenhague en 1801.

## Carrière
Il est initialement destiné à une carrière dans la marine et il est aspirant sur le HMS Cambrian en 1807 lors du deuxième bombardement de Copenhague. Son seul frère survivant est décédé à peu près à la même époque et il hérite d'un domaine important situé dans les Antilles. Il est décidé qu'il devrait quitter la marine et étudier le droit en vue d'exercer sa profession dans les Antilles et de gérer ses biens en personne. Il se rend à Gray's Inn en 1813 et est appelé au barreau le 18 novembre 1818. Il rejoint le circuit national et se créé rapidement une bonne pratique, réalisant également des investissements judicieux. Cependant, un volcan détruit le domaine familial et il abandonne l'idée de s'installer aux Antilles.
En 1824, il se distingue par sa défense de Joseph Hunt lors de son procès à Hertford avec John Thurtell pour le meurtre de William Weare; et huit ans plus tard, à Chelmsford il affirme avoir remporté une action très disputée après trois procès, à laquelle il attribue une si grande partie de son succès ultérieur qu’il est nommé baron Chelmsford de Chelmsford lorsqu’il est élevé à la pairie. En 1834, il est nommé conseiller du roi et, en 1835, il participe à l'enquête électorale menée à Dublin, qui invalide Daniel O'Connell. En 1840, il est élu député de Woodstock. En 1844, il devient solliciteur général, mais ayant cessé de jouir des faveurs du duc de Marlborough, il perd son siège à Woodstock et doit en trouver un autre à Abingdon. En 1845, il devient procureur général et occupe ce poste jusqu'à la chute du gouvernement Peel, le 3 juillet 1846. Ainsi, il manque de peu d'être le juge en chef du plaidoyer en droit, car Sir Nicholas Tindal meurt le 6 juillet. Le siège du tribunal, qui aurait dû revenir à Thesiger de plein droit, revient au procureur général libéral, Sir Thomas Wilde.
Il reste au Parlement, changeant toutefois de siège en 1852 et devenant député de Stamford. Au cours de cette période, il jouit d’une très grande pratique au barreau, où il intervient dans de nombreuses Cause célèbre dont l’affaire Swynfen will et les poursuites pénales du cardinal Newman pour sa diffamation de Giovanni Giacinto Achilli. Lorsque Lord Derby prend ses fonctions pour la deuxième fois en 1858, il est nommé à la chancellerie (tout comme Henry Brougham, Roundell Palmer (1er comte de Selborne) et Hardinge Giffard). Il occupe à nouveau les fonctions de Lord Chancelier dans le gouvernement de Derby en 1866–1867. En 1868 Lord Derby prend sa retraite et son successeur, Benjamin Disraeli, veut que Hugh Cairns (1er comte Cairns) soit nommé Lord Chancelier.

## Famille
Lord Chelmsford épouse Anna Maria Tinling, fille de William Tinling et Frances Pierson, en 1822. Ils ont quatre fils et trois filles. Son fils aîné, Frédéric, qui hérite du titre, se distingue en tant que soldat, commandant de la défaite désastreuse d'Isandlwana, mais récupérant une partie de sa réputation par sa victoire à Ulundi. Le deuxième fils de Chelmsford, l'hon. Charles Wemyss Thesiger (1831–1903) est Lieutenant général de l'armée. Le troisième fils, l'hon. Alfred Henry Thesiger est lord d'appel, mais il est décédé à l'âge de 42 ans. Lady Chelmsford décède en avril 1875 à l'âge de 75 ans. Lord Chelmsford lui survécut trois ans et meurt à Londres le 5 octobre 1878, à l'âge de 84 ans. Il est enterré dans le Cimetière de Brompton à Londres. Sa fille, Julia (1833-1904) est mariée à Sir John Eardley Inglis (en) qui commande les forces britanniques pendant le siège de Lucknow en 1857. Elle a ensuite écrit ses expériences pendant le siège, notamment des extraits de son journal.